# Lisnaje
Lisnaje (biał. Ліснае; ros. Лисное, Lisnoje; pol. hist. Lisno) – wieś na Białorusi, w obwodzie homelskim, w rejonie lelczyckim, w sielsowiecie Bujnowicze, nad Uborcią.